# Perturbáció (csillagászat)
A perturbáció a bolygók, üstökösök mozgásában más égitestek gravitációjának következtében jelentkező zavaró hatás.
Például a Hale–Bopp-üstökös keringési ideje a Jupiter gravitációs vonzásának következtében 2800 év helyett 4200 évre emelkedik. Az Uránusz bolygó pályaadatainak számítása során eltérést találtak a számított és a megfigyelt bolygómozgás között, amely egy addig ismeretlen bolygó jelenlétére utalt. A számítások alapján 1846-ban sikerült a Neptunuszt felfedezni.

## Kapcsolódó szócikk
- Perturbációszámítás